# Silent Shadows on Cinemaroc Island
Silent Shadows on Cinemaroc Island je kompilační album amerického režiséra Jacka Smithe, vydané v lednu 1999 u vydavatelství Table of the Elements. Nahrávky pocházejí z let 1962 až 1963, kdy byly nahrány na Ludlow Street v New Yorku. Vedle samotného Smithe, který zde převážně recituje, se na nahrávkách podíleli například John Cale nebo Tony Conrad.
Skladba „Silent Shadows on Cinemaroc Island“ byla nahrána dne 5. září 1964 v bytě na Ludlow Street a vedle Smithe (recitace) v ní účinkují ještě John Cale a Tony Conrad. Stejná skladba vyšla roku 2004 v Caleově box setu New York in the 1960s.

## Seznam skladeb
| Pořadí | Název                             | Délka |
| ------ | --------------------------------- | ----- |
| 1.     | Carnival of Ecstacy               | 3:19  |
| 2.     | The First Memoirs of Maria Montez | 22:12 |
| 3.     | Buffalo Song                      | 2:10  |
| 4.     | Mario and the Flickering Jewel    | 3:51  |
| 5.     | Contadina Tomato Paste            | 3:03  |
| 6.     | Silent Shadows on Cinemaroc Islan | 8:45  |
| 7.     | The Horrors of Agony              | 10:50 |
| 8.     | Jack, Mario, and Tony             | 6:00  |

## Obsazení
- Jack Smith – hlas, činely
- Tony Conrad – hlas, housle
- Mario Montez – hlas
- John Cale